# Armand-Emmanuel du Plessis de Richelieu
Armand Emmanuel Sophie Septimanie de Vignerot du Plessis, Công tước thứ năm của Richelieu (25 thãng 9 năm 1766 – 17 tháng 5 năm 1822), là chính khách người Pháp nổi bật trong giai đoạn Bourbon phục hoàng. Ông được biết đến với tước danh Bá tước Chinon chi đến năm 1788, sau đó là Công tước Fronsac cho đến năm 1791, khi ông kế vị cha ông Công tước Richelieu.

## Tiểu sử
Ông sinh ra ở Paris, con trai của Antoine de Vignerot du Plessis, Công tước thứ tư của Richelieu, và vợ ông, Adélaïde de Hautefort. Cha của ông là con trai và là người thừa kế của vua Louis XV của Pháp, Armand de Vignerot du Plessis, Công tước thứ ba của Richelieu (1696-1788).
Được biết đến bởi danh hiệu comte de Chinon trong suốt cuộc đời của người ông nổi tiếng của ông, ông đã kết hôn vào ngày 4 tháng 5 năm 1782 ở tuổi mười lăm đến Alexandrine Rosalie Sabine de Rochechouart-Faudoas (1768 - 9 tháng 12 năm 1830), một người gù Đứa con mười bốn tuổi. Ngay sau khi đám cưới, Chinon bắt tay với Grand Tour với gia sư của mình, thăm các thành phố Geneva, Florence và Vienna. Bởi vì sự biến dạng của Rosalie, có vẻ như cuộc hôn nhân chưa bao giờ kết thúc. Trong cuộc hôn nhân lâu dài của họ, thường được chấm dứt với thời kỳ ly thân dài hạn, hai người không bao giờ chính thức hơn nhau với nhau.
Sau ba năm đi du lịch nước ngoài, ông vào Trung đoàn Dragoon Nữ hoàng Marie Antoinette và năm kế tiếp cho rằng ông nội ông già ở tại tòa như là một nhà lãnh đạo thượng lưu với vua Louis XVI của Pháp. Tại Cung điện Versailles, nhiệm vụ của ông là tham dự nhà vua trong các nghi thức lễ nghi hàng ngày và nghi lễ coucher. Mặc dù tuổi trẻ của mình, ông đã có một danh tiếng tại tòa án cho sự thanh luyện nghiêm ngặt. Sau khi ông nội qua đời và cha của ông đã thành công với sự nghiệp của Richelieu năm 1788, Chinon được biết đến như là công tước của Fronsac (duc de Fronsac).
Đến năm 1789, ông là một thuyền trưởng trong Trung đoàn Esterhazy của Hussars. Vào ngày 5 tháng 10 năm đó, anh ta đã ở Paris khi tháng 3 ở Versailles bắt đầu. Lo lắng về sự an toàn của gia đình hoàng gia, anh ta cải trang thành một trong đám đông và bắt đầu đi bộ đến Versailles để cảnh báo Vua và Hoàng hậu. Không thể vượt qua được một số lượng lớn người trên đường, anh ta đi một lối tắt qua rừng. Anh ta đến ngay khi đám đông giận dữ tụ tập bên trong cung điện. Anh ta ngay lập tức đi đến Nữ hoàng và thuyết phục cô tìm chỗ ẩn náu trong căn hộ của nhà vua  do đó được cho là cứu mạng cô.